# ザ・モール安城
ザ・モール安城（ザ・モールあんじょう）は、かつて愛知県安城市に存在したショッピングセンター。西友安城店を中核店舗とした。
敷地と建物はクラボウが所有している。

## 年表
- 1996年（平成8年）5月30日 - 開業。
- 2020年（令和2年）5月31日 - 閉業。
- 2021年（令和3年）11月30日 - 三井不動産による跡地の開発申請に許可が下りる。

## 歴史
1990年（平成2年）10月25日、クラボウ（倉敷紡績）が西友をキーテナントにしたショッピングセンター「スプリングサーカス安城（仮称）」の建設を発表した。延床面積125,800㎡、総店舗面積36,000㎡で1〜4階が店舗、5〜6階が駐車場の鉄骨造地上6階建て、120〜150店舗のテナントが入居し、レストランや映画館、広場を併設する総事業費約250億円の計画であった。総店舗面積は当時東海地方第2位、テナント数は郊外型ショッピングセンターとしては愛知県第1位の大型商業施設となり、開店当初年商228億円を予定していた。しかし、バブル崩壊に伴い大幅に計画が見直され、1996年（平成8年）5月30日、クラボウ（倉敷紡績）安城工場の社宅などの跡地約6万平方メートルに開店した。JR東海道本線 安城駅から北西に約1キロの距離にある。ザ・モールは西友などが運営するコミュニティ型ショッピングセンターに冠される名称であり、安城は5施設目のザ・モールだった。敷地の西側と南側はクラボウ安城工場に囲まれており、敷地の東端には明治用水が流れている。
2007年（平成19年）11月22日、西友安城店の営業時間が「9時〜23時」から「24時間営業」に変更された。
2020年（令和2年）1月、同年5月31日をもっての閉店が発表された。建物賃貸借契約の満了が理由である。跡地には「三井ショッピングパーク ららぽーと安城」が2025年（令和7年）4月18日に開業し、西友もららぽーとのテナントとして再出店している。

## テナント
開店当時は60店舗の専門店あったが、2007年（平成19年）10月18日時点では30店舗、2020年（令和2年）1月14日時点では15店舗であった。

### 1階
- パレットプラザ ザ・モール安城店
- ハニーズ ザ・モール安城店
- 呉服のほていや ザ・モール安城店
- とんかつ新宿さぼてん 安城ザ・モール店
- ロッテリア ザ・モール安城FS店
- カフェ プロスペール
- 銀座コージーコーナー 安城西友店

### 2階
- ライトオン ザ・モール安城店
- 講談社すこやか教室
- いけだ書店 安城店
- アミューズメントシティ
- キャンドゥ ザ・モール安城店
- クラフトハートトーカイ ザ・モール安城店
- ASBee fam ザ・モール安城店
- パソコン教室くりっく ザ・モール安城校
- GIGI
- 無印良品 ザ・モール安城

### 別棟
- ヴィクトリアゴルフ ザ・モール安城店
- スーパースポーツゼビオ ザ・モール安城店
- オートバックス ザ・モール安城店

## 営業案内
- 所在地 - 愛知県安城市大東町9-31
- 店休日 - 年中無休
- アクセス - JR東海道本線 安城駅から徒歩13分。

## 周辺
- 愛知県立安城農林高等学校
- 安城市立安城中部小学校